# Università di Saragozza

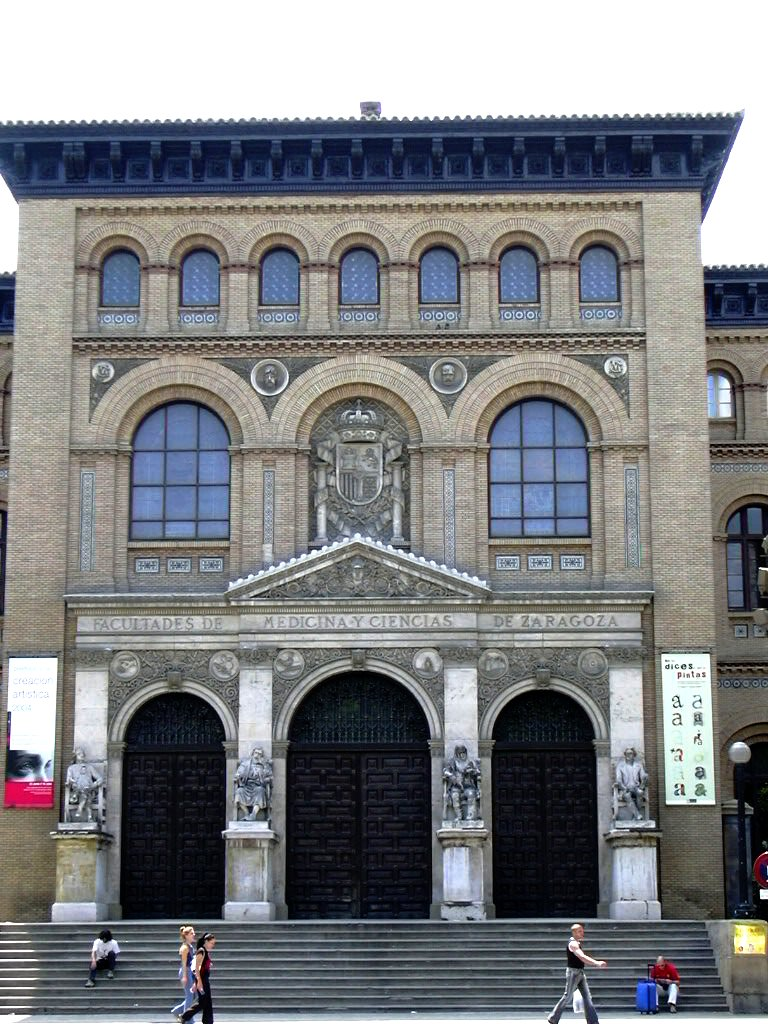
Edificio Paraninfo - Antica Facoltà di Medicina e Scienze

L'Università di Saragozza (in spagnolo Universidad de Zaragoza) è un'università pubblica della Spagna, suddivisa geograficamente tra i campus di Saragozza, Huesca, Jaca, Teruel e La Almunia de Doña Godina, tutti situati nella comunità autonoma di Aragona.
Fondata nel 1542, riunisce nel 2014 più di 30 000 studenti e 3 000 membri docenti tra i suoi 22 centri e 74 corsi di laurea. Il suo attuale rettore è Manuel López Pérez.

## Storia
Le origini dell'insegnamento superiore in Aragona risalgono alla leggendaria Accademia fondata a Huesca da Quinto Sertorio (I sec. a.C). Nel 1354 Pietro IV di Aragona fonda l'Università Sertoriana di Huesca, che scomparirà nel 1845. Più tarde, grazie alla Chiesa e per mano del vescovo Braulione, si sarebbero formate le Scuole ecclesiastiche con sede a Saragozza. Queste evolveranno tra il XII e il XIV secolo finché, nel 1474, si crea il cosiddetto Studio generale delle arti di Saragozza. Tuttavia, data l'opposizione incontrata, fu solo nel 1583 che, per mano del suo fondatore, Pedro Cerbuna, si approvarono gli statuti della nuova Università di Saragozza.

## Scuole e facoltà
L'Università di Saragozza ha le seguenti scuole e facoltà:
- Scuola di Ingegneria e Architettura
- Scuola Politecnica Superiore
- Facoltà di Scienze
- Facoltà di Scienze Umane e dell'Educazione di Huesca
- Facoltà di Scienze della Salute
- Facoltà di Scienze della Salute e dello Sport di Huesca
- Facoltà di Scienze Sociali e Umane (Teruel)
- Facoltà di Scienze Sociali e del Lavoro
- Facoltà di Diritto
- Facoltà di Economia e Impresa
- Facoltà di Educazione
- Facoltà di Impresa e Gestione Pubblica
- Facoltà di Filosofia e Lettere
- Facoltà di Medicina
- Facoltà di Veterinaria
- Scuola Universitaria Politecnica di Teruel

## Centri affiliati
- Scuola Universitaria di Infermeria di Huesca
- Scuola Universitaria di Infermeria di Teruel
- Scuola Universitaria Politecnica di La Almunia de Doña Godina
- Scuola Universitaria di Turismo di Saragozza
- Centro Universitario della Difesa

## Ricerca
L'Università di Saragozza fu creata con la missione di formare personale specializzato, ma con il tempo si dedicò anche alla ricerca.
Ufficio per il Trasferimento dei Risultati della Ricerca (Oficina de Transferencia de Resultados de Investigación, OTRI)Dalla sua creazione nel 1989 l'Ufficio per il Trasferimento dei Risultati della Ricerca (Oficina de Transferencia de Resultados de Investigación, OTRI) dell'Università di Saragozza si occupa delle attività legate al trasferimento dei risultati della ricerca prodotta nell'Università, che vanno dalla stipulazione di contratti di R&S con le imprese fino alla gestione del portafoglio brevetti dell'Università, senza dimenticare la stipulazione di contratti di consulenza o l'emissione di rapporti o perizie o in generale qualunque azione legata al trasferimento della R&S prodotta nell'Università alla società.
Negli ultimi anni, l'assunzione di promotori tecnologici sia a Saragozza che a Huesca e a Teruel ha determinato un'intensificazione del trasferimento di tecnologia verso le imprese attraverso i contatti prodotti dalla squadra. Inoltre la creazione dell'Ufficio per la creazione di imprese di base tecnologica (ufficio di spin-off) ha contribuito a portare alla società risultati della ricerca da parte dei proprietari di tali risultati e che in altro modo non avrebbero potuto trovare uno sbocco.
Segue l'elenco degli istituti di ricerca affiliati all'Università:
- Istituto di Biocomputazione e Fisica dei Sistemi Complessi (BIFI)
- Centro di Ricerca sulle Risorse e i Consumi Energetici (CIRCE)
- Istituto de Catalisi Omogenea (IUCH)
- Istituto di Ricerca sull'Ingegneria dell'Aragona (I3A)
- Istituto di Nanoscienza dell'Aragona (INA)
- Istituto di Ricerca sulla Matematica (IUMA)
- Istituto di Scienze Ambientali dell'Aragona (IUCA)

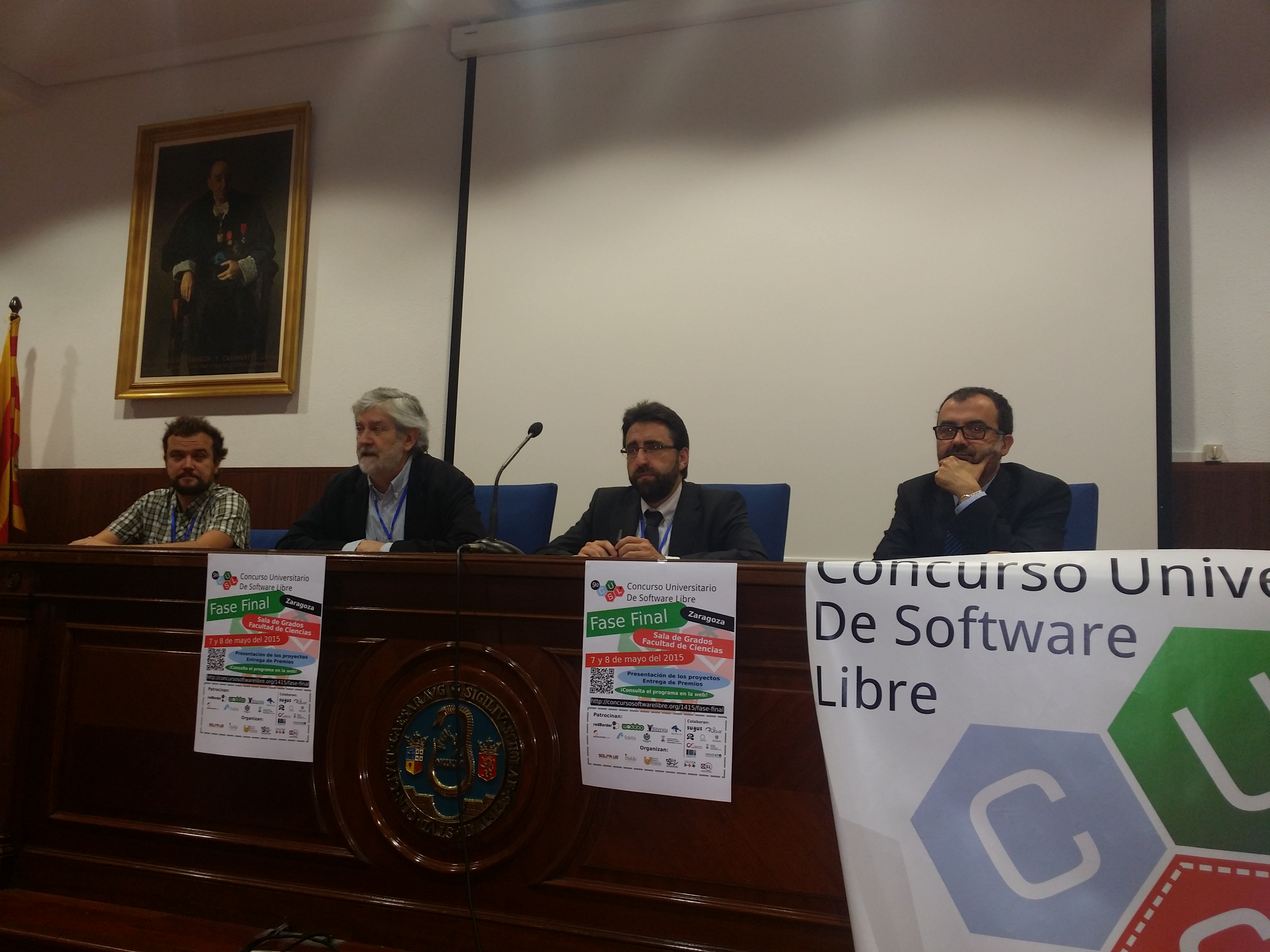
Personalità dell'Università in una inauguraziome